# Frälsarens förklarings kyrka, Jasna
Frälsarens förklarings kyrka (belarusiska: Спаса-Праабражэнская царква; translitteration: Spasa-Praabrashenskaja tsarkva; kyrkslaviska: Спа́со-Преображенскаѧ це́рковь) är en belarusisk-ortodox träkyrkobyggnad belägen i Jasna, i distriktet Mjorski Rajon i Vitsebsks voblast, i norra Belarus.
Kyrkan är helgad åt Kristi förklaring och tillhör Polotsk stift i den Belarusisk-ortodoxa kyrkan.

## Historik
Frälsarens förklarings kyrka i Jasna byggdes 1901.

## Kyrkan
Kyrkan är byggd i en form av rysk stil och gjord av tegel. Den är också ett monument.

## Bilder

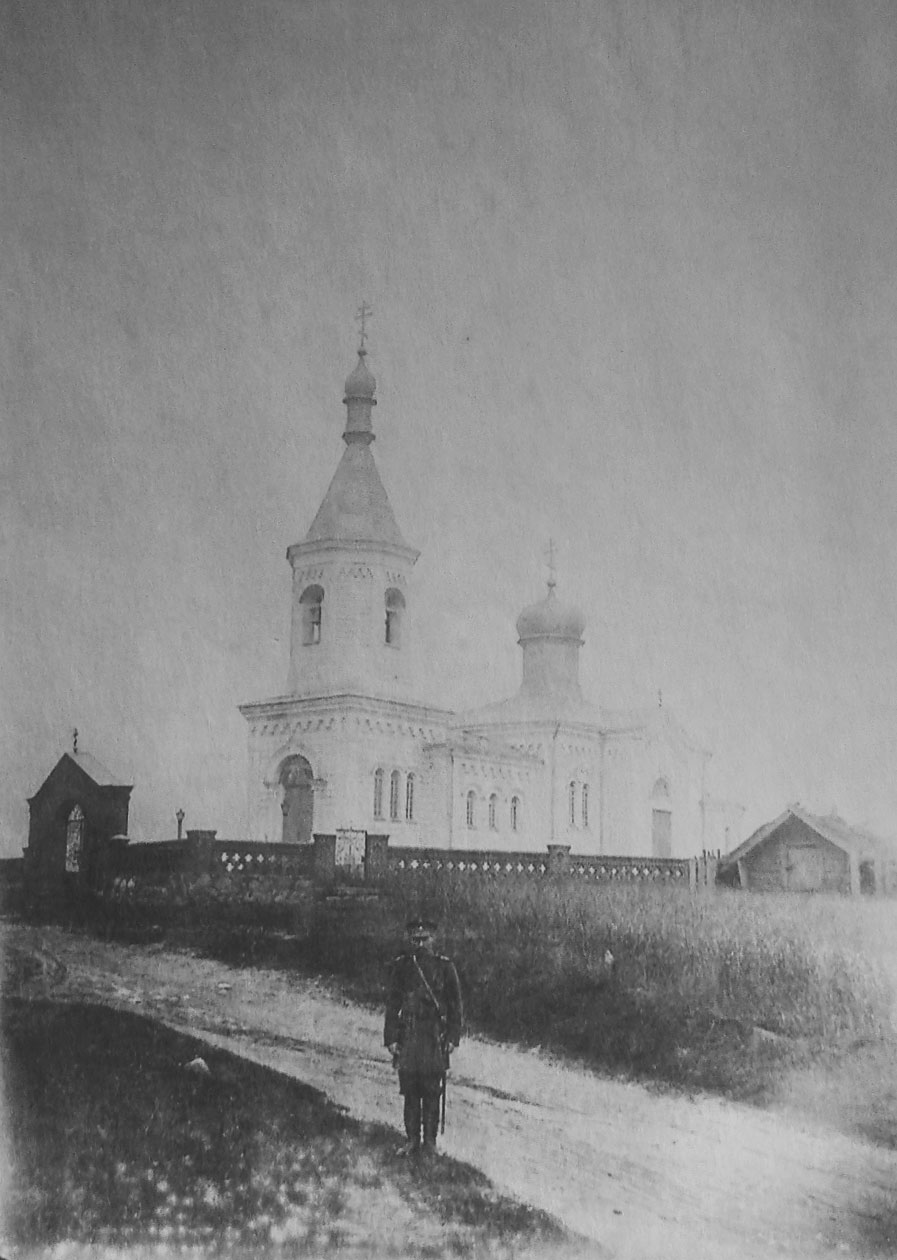
Kyrkan omkring år 1900.
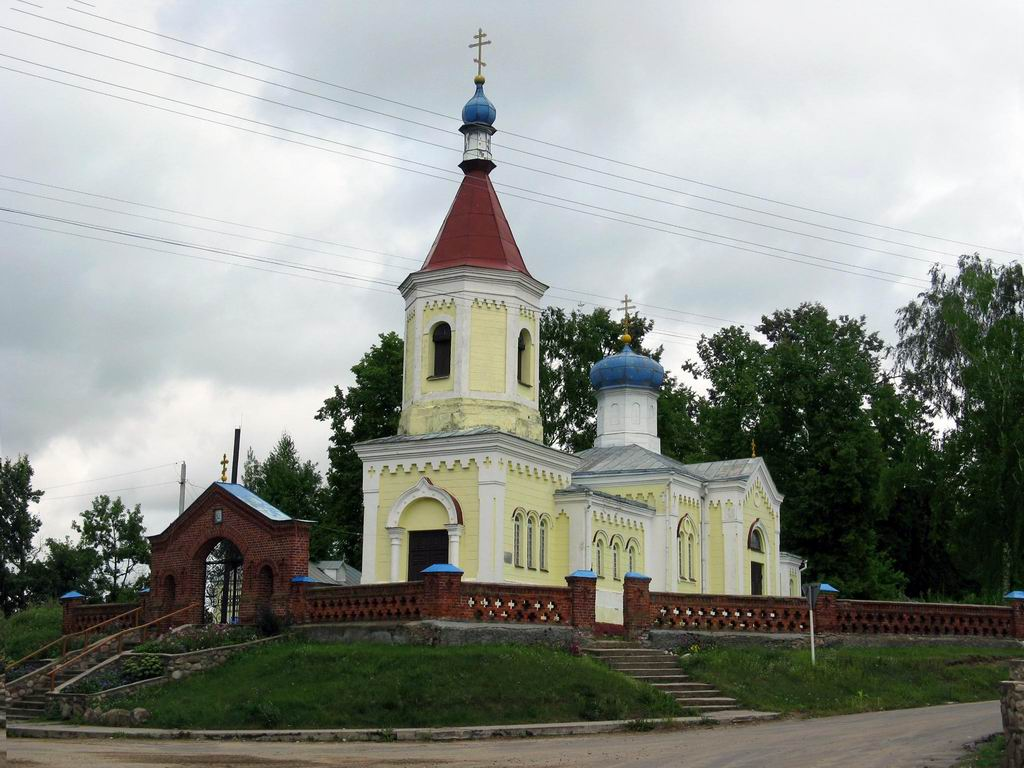
Kyrkan i gul färg (augusti 2009).